# Apollo 18 (film)
Apollo 18 je kanadsko-americký sci-fi hororový film z roku 2011, který režíroval Gonzalo López-Gallego. Je natočen stylem found footage a jeho nosnou myšlenkou je, že astronauté z původně zrušené mise Apollo 18 na Měsíci nakonec přistáli a setkali se zde s mimozemskou formou života.

## Herecké obsazení
- Warren Christie jako kapitán Benjamin "Ben" Anderson, pilot lunárního modulu Liberty
- Lloyd Owen jako Nathan "Nate" Walker, velitel
- Ryan Robbins jako podplukovník John Grey, pilot velitelského modulu Freedom
- Andrew Airlie jako člen řízení letu
- Michael Kopsa jako sekretář Ministerstva obrany USA
- Ali Liebert jako přítelkyně Nathana

## Děj
V roce 1970 byly z finančních důvodů zrušeny mise Apollo 18, 19 a 20. V roce 1974 jsou členové mise Apollo 18 informováni, že provedou přísně tajný let pod velením Ministerstva obrany USA maskovaný jako odpal rakety se satelitem. Velitel Nathan "Nate" Walker, podplukovník John Grey a kapitán Benjamin "Ben" Anderson vzlétnou vstříc Měsíci, kde mají instalovat zařízení PSD-5 pro detekci odpalů mezikontinentálních balistických raket z území SSSR či jiné země.
Grey zůstává ve velitelském modulu Freedom na orbitě, zatímco Walker a Anderson přistanou na povrchu Měsíce v lunárním modulu Liberty. Nainstalují detektory PSD-5 a vezmou několik vzorků horniny a měsíčních kamenů. Po návratu do modulu oba zaslechnou zvuky jakoby na stěně modulu a kamera zachytí pohyb něčeho, co připomíná měsíční kámen. Řídící středisko v Houstonu vysvětluje hluk interferencemi z PSD-5. Anderson nalezne jeden z kamenů na podlaze, ačkoli je předtím všechny pečlivě zapečetil. Během dalších průzkumných výstupů astronauté naleznou stopy, které je dovedou k funkčnímu sovětskému měsíčnímu modulu LK. Oba jsou značně překvapeni. Interiér modulu LK je znečistěn krví. V nedalekém mělkém kráteru naleznou tělo mrtvého sovětského kosmonauta. Walker požaduje po řídícím středisku vysvětlení, ale je mu pouze přikázáno pokračovat v misi.
Následujícího dne se ztratí americká vlajka, kterou astronauté vyvěsili v místě přistání. Mise je u konce a posádka se připravuje k odletu, který je však zmařen, když modul prodělá otřesy. Modul Liberty je poškozen a v okolí jsou podivné stopy, které jsou podle Walkera důkazem mimozemského života. Walker ucítí, že se něco hýbe v jeho skafandru a je vyděšen, když se krabu podobné stvoření dostane do jeho helmy. Walker zmizí Andersonovi z dohledu a ten ho později najde v bezvědomí nedaleko modulu. Dopraví ho do Liberty. Walker si na událost nepamatuje, ale na hrudi má hlubokou ránu, odkud mu Anderson vytáhne vetřelce ve tvaru měsíčního kamene. Astronauté se nyní marně pokouší kontaktovat řídící středisko nebo Greye na oběžné dráze kvůli vysoké hladině rušení z neznámého zdroje. Anderson spekuluje o jeho původu, domnívá se, že skutečným účelem PSD-5 je monitoring vetřelců, o nichž americká vláda musela vědět. Walker vykazuje příznaky postupující infekce. Nabývá dojmu, že posádka měla být pouze pokusnými králíky, a že lidé, kteří je sem vyslali, o nebezpečí věděli. Pokusí se rozbít všechny kamery uvnitř a než mu v tom Anderson zabrání, stihne poškodit tlakový systém. Dvojice je nucena vystoupit na povrch a přesunout se do ruského lunárního modulu. Walker si uvědomí, že je značné riziko rozšíření infekce na Zemi, pokud se dostane domů, a cestou k modulu způsobí havárii lunárního vozítka.
Anderson se vzpamatuje a sleduje Walkera do kráteru, kde bylo nalezeno tělo kosmonauta. Je napaden vetřelci a uprchne do modulu LK. Uvnitř se mu podaří navázat spojení se sovětským velitelským střediskem, které zprostředkuje hovor s americkým Ministerstvem obrany. Sekretář Ministerstva obrany mu sdělí, že mu kvůli možné infekci nebude povolen návrat na Zemi. Anderson kontaktuje Greye na oběžné dráze a připravuje se na vzlet vstříc Freedom. Před startem na něj zaútočí psychotický Walker, Anderson ještě zahlédne, jak jej napadnou krabovití vetřelci.
Anderson vzlétne, ale řídící středisko varuje Greye, aby v každém případě přerušil záchrannou operaci a nebral Andersona na palubu. Hrozí přerušením komunikace, bez ní se modul na Zemi nevrátí. LK dosáhne oběžné dráhy, motory jsou vypnuty a modul se nachází ve stavu nekonečného volného pádu a tedy stavu beztíže. Měsíční kameny se nyní volně vznášejí uvnitř modulu. Některé z nich se však ukáží být vetřelci. Napadnou Andersona a ten ztratí kontrolu nad závěrečnou fází spojení s Freedom. Grey křičí na Andersona, aby zpomalil, ale oba moduly se na oběžné dráze srazí a astronauté zahynou.
Sestřih se přesune na začátek do doby před startem mise. Oficiální zpráva nyní uvádí, že členové Apolla 18 zahynuli při různých nehodách:
- Benjamin "Ben" Anderson při evakuaci v Jihočínském moři.
- Nathan "Nate" Walker zemřel ve stíhačce Grumman F-14 Tomcat při havárii v Tichém oceánu nedaleko americké vojenské základny Kadena na Okinawě.
- John Grey zahynul při cvičné misi v Tallahassee na Floridě.

V epilogu je vysvětleno, že na Zemi bylo díky předchozím misím Apollo dopraveno 380 kg vzorků měsíční horniny, spousta z nich se ztratila nebo byla ukradena.

## Citáty
„Je důvod, proč jsme se nikdy nevrátili na Měsíc.“ – motto
„Jsme pokusní králíci. Proto nás sem poslali.“ – Nate Walker